# Anders Bruce
Anders Bruce, tidigare Månsson, död 1667 i Linköping, var en svensk orgelbyggare och domkyrkoorganist. Han byggde orgelverk i Östergötland och Uppland under 1600-talet.

## Biografi
Bruce var organist och orgelbyggare i Linköping och Uppsala. Han lärde sig bygga orglar av borgmästaren Anders Jönsson från Skänninge, som byggde det stora orgelverket i Linköpings domkyrka åren 1619–1629. Bruce var verksam som orgelbyggare i både Sverige och Finland från 1629. Han var den som flyttade det mindre orgelverket i Linköpings domkyrka. Han var domkyrkoorganist i Linköping åren 1622–1641. Bruce byggde många mindre orglar men kom 1638 att bygga en orgel i Uppsala domkyrka och 1652 ett stort orgelverk i Åbo domkyrka. Han var bror till amatörorgelbyggaren Nils Bruce i Uppsala.
Bruce hade kommit till Åbo, Finland  som stadsorganist och började även att bygga en mindre orgel för Åbo domkyrka. 1644 gjorde bildhuggaren Måns Larsson dekoren till orgeln. Bruce vill redan då lämna Åbo, men fick inte det på grund av att kontraktet inte var fullföljt, då även ett stort orgelverk skulle byggas i domkyrkan. 1645 var tredje året Bruce, lärlingen och drängarna arbetade med orgeln. Snickaren Kyhn utförde träarbetena, och det kom till en konflikt dem emellan. 1647 gifte sig Bruce i Åbo med en piga från Ångermanland, och året därpå köpte de en gård i Åbo.
Bruce fick ett nytt kontrakt med Sankt Olavs kyrka i Reval på ett orgelverk med 40 stämmor. Han sålde då sin gård i Åbo och lämnade staden. Organisten i Reval Christopher Asmes reste till Åbo för att titta på Bruces orgelverk. Därvid visade det sig att endast ryggpositivet till läktarorgeln hade fullbordats. Sedan även två medlemmar av Olevistes kyrkoråd besökt Åbo drog de sig tillbaka; deras orgel kom senare att byggas av en tysk orgelbyggare. Bruce fick återvända till Åbo, men 1650 tog han upp det brutna kontraktet i Svea hovrätt, Stockholm. Han fick då rätt i att kontraktet var giltigt och tilldömdes skadestånd, samt återfick sina verktyg som beslagtagits i Reval. Bruces efterträdare som stadsorganist i Åbo var Michael Nachtigall från Wismar, vilken tillträdde tjänsten 1648.
Bruce kände orgelbyggaren Claes Fransson Tzander och kallade honom till Åbo medan han själv var i Reval. Men efter Bruces misslyckande där fortsatte Tzander till Narva.

## Medarbetare
Dessa  personer nedanför har hjälpt till med orgelbyggeriet i Åbo domkyrka.
- 1647 Olof Henriksson, senare organist och musikant i Kalmar och Norrköping.
- 1649 lärodrängen Nils Pålsson (Påwelsson), lärodräng.
- 1650 Jöran Wässipimanen, orgelbyggargesäll (möjligen även 1658).
- 1651 Peer Håkansson, orgelbyggargesäll.

1651 angav Bruse att Pålsson och Wässipimanen olagtligt tillverkad musikinstrument. Bruse hade då privilegium att tillverkad musikinstrument i Åbo. Båda gesällerna hade sålt en samling instrument och vart upptäckta av en väktare vid sin verkstad med två olagliga klavikord.

## Lista över orglar
| År        | Ursprunglig kyrka                 | Stift      | Bild | Manualer | Pedal        | Stämmor | Bevarad orgel/fasad | Övrigt |
| --------- | --------------------------------- | ---------- | ---- | -------- | ------------ | ------- | ------------------- | --- |
| 1629–1634 | Sankt Nicolai kyrka, Nyköping     | Strängnäs  |      |          |              |         | Nej/Nej             | Orgeln byggdes tillsammans med Greger Kitziger. En ny orgel byggdes 1733 av Johan Niclas Cahman, Stockholm. |
| 1634      | Vårdsbergs kyrka                  | Linköpings |      |          |              |         | Nej/Nej             | En ny orgel byggdes 1762 av Jonas Wistenius, Linköping. |
| 1637–1638 | Uppsala domkyrka                  | Uppsala    |      | 2        | Självständig | 23      | Nej/Nej             | Orgeln reparerades 1681 av Georg Woitzig. Redan 1664 skrevs ett kontrakt om en ny orgel med Franz Bohl, Stockholm. Han avled innan orgeln fullbordades. Orgeln fullbordades 1692–1698 av Hans Henrich Cahman. Orgeln eller orglarna förstördes i kyrkans brand 1702. |
| 1639      | Fridlevstads kyrka                | Lunds      |      |          |              |         |                     | |
| 1642      | Husby kyrka                       | Västerås   |      |          |              | 14      |                     | Orgeln hade tre bälgar. Den reparerades 1676. |
| 1642      | Heliga Trefaldighets kyrka, Gävle | Uppsala    |      |          |              | 17      | Nej/Nej             | En ny orgel byggdes 1783 av Nils Söderström, Husby. |
| 1652      | Åbo domkyrka                      | Åbo        |      |          |              |         |                     | |

### Reparationer
| År   | Ursprunglig kyrka         | Stift      | Bild | Manualer | Pedal | Stämmor | Bevarad orgel/fasad | Övrigt |
| ---- | ------------------------- | ---------- | ---- | -------- | ----- | ------- | ------------------- | --- |
| 1636 | Helga Trefaldighets kyrka | Uppsala    |      |          |       | 5       | Nej/Nej             | Bruce reparerade ett positiv 1636. 1745 reparerades det av Nils Söderström. 1839 byggdes en ny orgel av Pehr Gullbergson och Jonas Wengström, Lillkyrka. |
| 1640 | Skeda kyrka               | Linköpings |      |          |       |         |                     | Reparerade orgeln. |